# Karl Jakobsen
Karl Jakobsen (* 18. Dezember 1896; † nach 1938) war ein deutscher politischer Funktionär und SA-Führer, zuletzt im Rang eines SA-Brigadeführers.

## Leben
Jakobsen, der von Hause aus Kapitän war, führte von 1935 bis 1936 die SA-Marine-Brigade 1 in Stettin. Seinen höchsten Rang in der SA erreichte er am 9. November 1937 mit der Beförderung zum SA-Brigadeführer.
Bei der Reichstagswahl vom April 1938 kandidierte Jakobsen auf der „Liste des Führers“ für den nationalsozialistischen Reichstag, wurde aber nicht gewählt.
Während des Zweiten Weltkriegs war Jakobsen als Kapitänleutnant Kommandant des Schnellbootbegleitschiffs Hermann von Wißmann.